# ニザームッディーン・アウリヤー

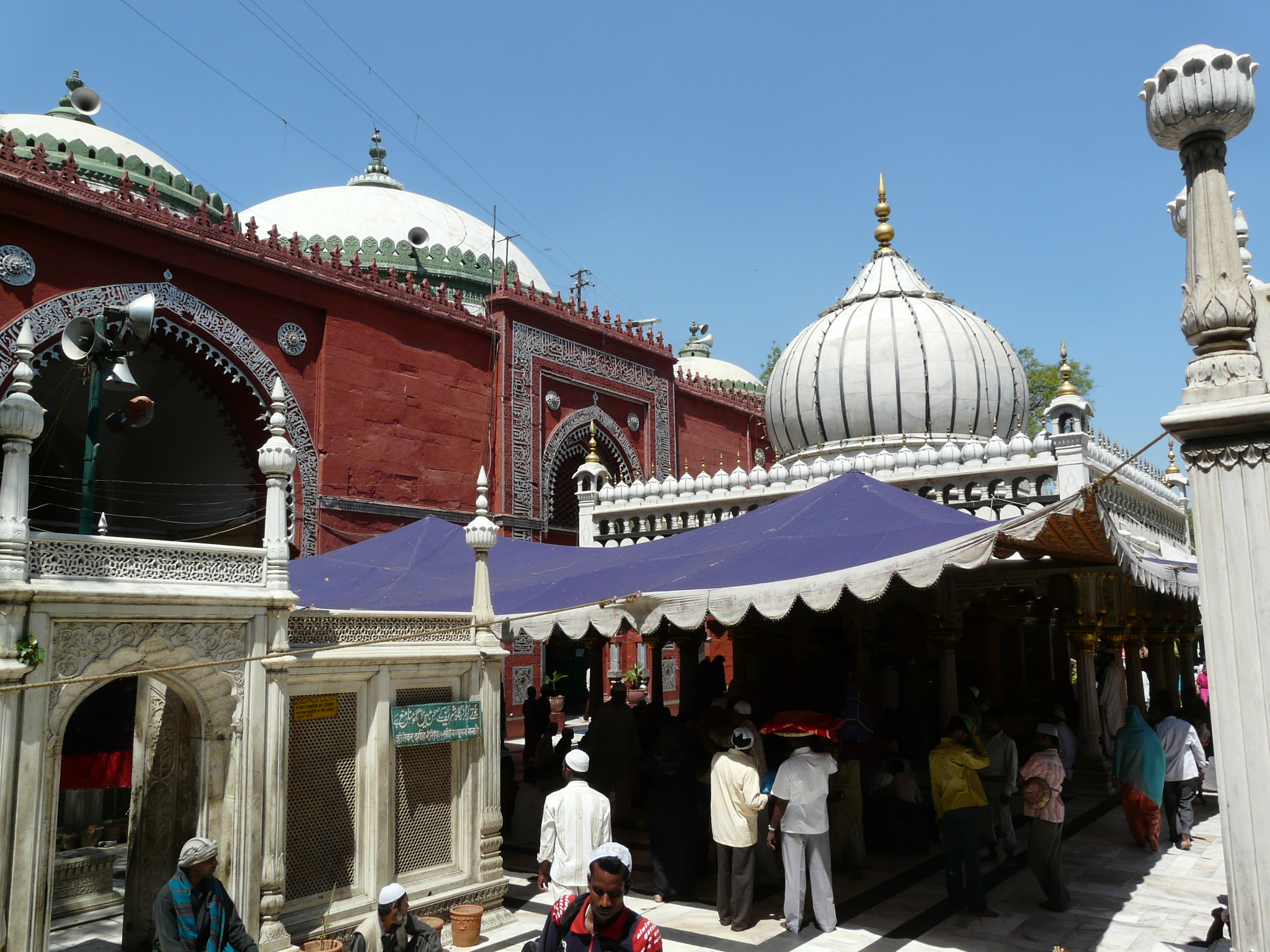
ニザームッディーン廟

ニザームッディーン・アウリヤー（Nizamuddin Auliya, 1238年 - 1325年4月3日）は、北インドのスーフィー聖者。
チシュティー教団に属した聖者でもある。インドにおいては、ムイーヌッディーン・チシュティー、クトゥブッディーン・バフティヤール・カーキーなどと並ぶスーフィーの聖者でもある。